# 第33回インディペンデント・スピリット賞
第33回インディペンデント・スピリット賞は2017年のインディペンデント系映画を対象にした映画賞。2017年11月21日にノミネーションが発表され、2018年3月3日に受賞が発表された。

## 受賞とノミネート
| 作品賞 - 『ゲット・アウト』 - 『君の名前で僕を呼んで』 - 『フロリダ・プロジェクト 真夏の魔法』 - 『レディ・バード』 - 『ザ・ライダー』 | 監督賞 - ジョーダン・ピール - 『ゲット・アウト』 - ショーン・ベイカー - 『フロリダ・プロジェクト 真夏の魔法』 - ジョナス・カルピニャーノ - 『チャンブラにて』 - ルカ・グァダニーノ - 『君の名前で僕を呼んで』 - ジョシュア&ベニー・サフディ - 『グッド・タイム』 - クロエ・ジャオ - 『ザ・ライダー』                                                  |
| 主演男優賞 - ティモシー・シャラメ - 『君の名前で僕を呼んで』 - ハリス・ディキンソン - 『ブルックリンの片隅で』 - ジェームズ・フランコ - 『ディザスター・アーティスト』 - ダニエル・カルーヤ - 『ゲット・アウト』 - ロバート・パティンソン - 『グッド・タイム』                               | 主演女優賞 - フランシス・マクドーマンド - 『スリー・ビルボード』 - サルマ・ハエック - 『ベアトリス・アット・ディナー』 - マーゴット・ロビー - 『アイ,トーニャ 史上最大のスキャンダル』 - シアーシャ・ローナン - 『レディ・バード』 - 寺島しのぶ - 『オー・ルーシー!』 - Regina Williams - 『Life and Nothing More』                                   |
| 助演男優賞 - サム・ロックウェル - 『スリー・ビルボード』 - ンナムディ・アサマア - 『クラウン・ハイツ』 - アーミー・ハマー - 『君の名前で僕を呼んで』 - バリー・コーガン - 『聖なる鹿殺し キリング・オブ・ア・セイクリッド・ディア』 - ジョシュア&ベン・サフディ - 『グッド・タイム』         | 助演女優賞 - アリソン・ジャネイ - 『アイ,トーニャ 史上最大のスキャンダル』 - ホリー・ハンター - 『ビッグ・シック ぼくたちの大いなる目ざめ』 - ローリー・メトカーフ - 『レディ・バード』 - ロイス・スミス - 『Marjorie Prime』 - Taliah Webster - 『グッド・タイム』                                                                                   |
| 脚本賞 - グレタ・ガーウィグ - 『レディ・バード』 - アザゼル・ジェイコブス - 『ラバーズ・アゲイン』 - マーティン・マクドナー - 『スリー・ビルボード』 - ジョーダン・ピール - 『ゲット・アウト』 - マイク・ホワイト - 『ベアトリス・アット・ディナー』                                         | 新人脚本賞 - エミリー・V・ゴードン、クメイル・ナンジアニ - 『ビッグ・シック ぼくたちの大いなる目ざめ』 - Kris Avedisian、Kyle Espeleta、Jesse Wakeman - 『Donald Cried』 - イングリッド・ユンガーマン - 『Women Who Kill』 - コゴナダ - 『コロンバス』 - デヴィッド・ブランソン・スミス、マット・スパイサー - 『イングリッド -ネットストーカーの女-』 |
| 新人作品賞 - マット・スパイサー - 『イングリッド -ネットストーカーの女-』 - 平栁敦子 - 『オー・ルーシー!』 - Geremy Jasper - 『パティ・ケイク$』 - コゴナダ - 『コロンバス』 - ジョシュア・Z・ワインスタイン - 『Menashe』                                                                   | ドキュメンタリー映画賞 - 『顔たち、ところどころ』 - 『いのちの深呼吸』 - 『アレッポ 最後の男』 - 『Motherland』 - 『Quest』 |
| 撮影賞 - サヨムプー・ムックディプローム - 『君の名前で僕を呼んで』 - ティミオス・バカタキス - 『聖なる鹿殺し キリング・オブ・ア・セイクリッド・ディア』 - エリーシャ・クリスチャン - 『コロンバス』 - エレーヌ・ルヴァール - ブルックリンの片隅で - Joshua James Richards - 『ザ・ライダー』 | 編集賞 - タティアーナ・S・リーゲル - 『アイ,トーニャ 史上最大のスキャンダル』 - ロナルド・ブロンスタイン、ベニー・サフディ - 『グッド・タイム』 - ヴァルテル・ファサーノ - 『君の名前で僕を呼んで』 - Alex O'Flinn - 『ザ・ライダー』 - Gregory Plotkin - 『ゲット・アウト』                                                                          |
| 外国映画賞 - 『ナチュラルウーマン』 チリ - 『BPM ビート・パー・ミニット』 フランス - 『I Am Not a Witch』 イギリス - 『Lady Macbeth』 イギリス - 『ラブレス』 ロシア | |

## 複数の部門でのノミネート・受賞

### ノミネート
| ノミネート数 | 映画                                                      |
| ------------ | --------------------------------------------------------- |
| 6            | 『君の名前で僕を呼んで』                                  |
| 5            | 『ゲット・アウト』                                        |
| 5            | 『グッド・タイム』                                        |
| 4            | 『レディ・バード』                                        |
| 4            | 『ザ・ライダー』                                          |
| 3            | 『コロンバス』                                            |
| 3            | 『アイ,トーニャ 史上最大のスキャンダル』                  |
| 3            | 『スリー・ビルボード』                                    |
| 2            | 『ブルックリンの片隅で』                                  |
| 2            | 『ベアトリス・アット・ディナー』                          |
| 2            | 『ビッグ・シック ぼくたちの大いなる目ざめ』               |
| 2            | 『フロリダ・プロジェクト 真夏の魔法』                     |
| 2            | 『イングリッド -ネットストーカーの女-』                   |
| 2            | 『聖なる鹿殺し キリング・オブ・ア・セイクリッド・ディア』 |
| 2            | 『オー・ルーシー!』                                       |

### 受賞
| 受賞数 | 映画                                     |
| ------ | ---------------------------------------- |
| 2      | 『君の名前で僕を呼んで』                 |
| 2      | 『ゲット・アウト』                       |
| 2      | 『アイ,トーニャ 史上最大のスキャンダル』 |
| 2      | 『スリー・ビルボード』                   |

## 特別賞

### ジョン・カサヴェテス賞
- 『Life and Nothing More』
  - 『Dayveon』
  - 『A GHOST STORY ア・ゴースト・ストーリー』
  - 『MOST BEAUTIFUL ISLAND モースト・ビューティフル・アイランド（英語版）』
  - 『The Transfiguration』

### ロバート・アルトマン賞（アンサンブル賞）
- 『マッドバウンド 哀しき友情』

### Kiehl's Someone to Watch Award
- ジャスティン・チョン - 『Gook』
  - Amman Abbasi - 『Dayveon』
  - Kevin Phillips - 『ぼくらと、ぼくらの闇（英語版）』

### The BONNIE Award
- クロエ・ジャオ

### Piaget Producers Award
- Summer Shelton – 『Keep the Change』
  - Giulia Caruso、Ki Jin Kim - 『コロンバス』
  - Ben LeClair - 『ラバーズ・アゲイン』

### Truer than Fiction Award
- Jonathan Olshefski - 『Quest』
  - Jeff Unay – 『The Cage Fighter』
  - Shevaun Mizrahi - 『Distant Constellation』